# Markus Hötzel
Markus Hötzel (* 29. Dezember 1971 in Hückeswagen, Nordrhein-Westfalen) ist ein deutscher Tubist.
Den ersten Musikunterricht erhielt er von seinem Vater auf der Trompete. Später lernte er auch Schlagzeug, ehe er ab 1988 zusätzlich das Tubaspiel erlernte. Seine Lehrer waren Berthold Haas, Ulli Haas, Robert Tucci und Roger Bobo vom Los Angeles Philharmonic Orchestra. 
Erste Orchestererfahrungen sammelte der Tubist nach dem Abitur bei den Bamberger Symphonikern und beim Rundfunk-Sinfonieorchester Stuttgart. Er war Mitglied im Rundfunk-Sinfonieorchester Saarbrücken und der Staatskapelle Dresden (1996 bis 2000). Seit März 2000 hat er die Stelle des Solo-Tubisten im Sinfonieorchester des NDR Hamburg inne. Außerdem ist er Preisträger vieler nationaler und internationaler Wettbewerbe. Er bläst oft als Konzertsolist im Ausland. Durch seine Kontakte zu zeitgenössischen Komponisten entstanden zahlreiche neue Werke für verschiedene Besetzungen mit Tuba.
Von 1994 bis 2005 war er Mitglied des Melton Tuba Quartetts.

## Diskografie (Auswahl)
- American & German Horn Ensemble "Variations" (1997)
- Melton Tuba Quartett: Lazy Elephants
- Melton Tuba Quartett: Power (1999).